# 尾藤三柳
尾藤 三柳（びとう さんりゅう、1929年8月12日 - 2016年10月19日）は、川柳作家。父は川柳作家の尾藤三笠、子も川柳作家の尾藤一泉。
東京生まれ。本名・源一。学習院大学文学部卒業。前田雀郎に師事。丹雀会同人などを経て、1975年から「川柳公論」主宰。1988年から2009年までよみうり時事川柳（読売新聞東京本社・北海道支社・北陸支社・中部支社）の選者を務めたほか、サラリーマン川柳（第一生命主催）や新聞、雑誌、放送、公募川柳選者も務めた。その他、日本川柳ペンクラブ理事長、全日本川柳協会相談役、川柳学会名誉会長などを歴任した。
2016年10月19日、肺水腫のため死去。87歳没。

## 著書
- 『尾藤三柳句会作品集 1』竹本瓢太郎,吉田桜子編 川柳公論社（ラスリーズ文庫） 1976
- 『川柳の基礎知識 技法と鑑賞』雄山閣出版 1978
- 『川柳作句教室 入門から応用まで』雄山閣出版（カルチャーブックス） 1981
- 『川柳総合事典』雄山閣出版 1984
- 『川柳入門 歴史と鑑賞』雄山閣出版 1989
- 『実作のための川柳小百科』雄山閣出版 1989
- 『川柳二〇〇年の実像』雄山閣出版 1989
- 『やなぎのしずく 三柳漫語』朱雀洞文庫 1992
- 『随想・其角メモ /土佐句私観』朱雀洞文庫 1997
- 『選者考』葉文館出版 1999
- 『新堀端今昔 川柳のふるさと』尾藤三柳事務所 2002
- 『川柳神髄 評論集』新葉館出版 2009
- 『ことば110番 尾藤三柳の川柳用語集』新葉館出版 2010

### 共編著
- 『平成サラリーマン川柳傑作選』（シリーズ）山藤章二,第一生命共選 講談社 1991- のち+α文庫
- 『男と女の辛口川柳 誰もが言いたかった…胸の内』 同文書院 1995

## 参考
- http://bookweb.kinokuniya.co.jp/htm/4639019696.html